# Metropolis Pt. 2: Scenes from a Memory
Metropolis Pt. 2: Scenes from a Memory ist das fünfte Studioalbum der US-amerikanischen Progressive-Metal-Band Dream Theater und wird von vielen Fans und Kritikern als das Meisterwerk der Gruppe angesehen. Es wurde 1999 als erstes Konzeptalbum der Band veröffentlicht und basiert auf dem fünften Lied Metropolis – Part I “The Miracle and the Sleeper” des populären Albums Images and Words (1992), einem Meilenstein innerhalb des Genres.

## Hintergründe
Wie bereits Images and Words, das Dream Theater letztlich zum internationalen Durchbruch verholfen und innerhalb der Fangemeinde längst Kultstatus erreicht hat, stellt auch Metropolis Pt. 2: Scenes from a Memory einen bedeutenden Wendepunkt in der Bandgeschichte dar. Weiter handelt es sich um das erste Album mit dem Keyboarder Jordan Rudess, was wiederum eine Parallele zu Images and Words darstellt, wo James LaBrie seinen Vorgänger Charlie Dominici als Sänger abgelöst hatte. Aber auch darüber hinaus finden sich zahlreiche Gemeinsamkeiten, wie nachfolgend aufgezeigt werden soll:

### VonMetropolis – Part I “The Miracle and the Sleeper”viaMetropolis Pt. 2zuScenes from a Memory
Eine Weiterentwicklung des Songs Metropolis – Part I “The Miracle and the Sleeper” (1992) war seitens der Band zunächst gar nicht vorgesehen und die Bezeichnung „Part I“ dem Songtitel damals von John Petrucci lediglich aus Spaß hinzugefügt worden. Dazu erklärt Mike Portnoy in den FAQ seiner Website:
“We sort of tagged the "pt.1" on just to be clever. There was never any intention of doing anything further. And then it ended up becoming one of the fans' favorites, so we were forever plagued with the question "Where's part 2?" So finally in 1996, we decided to dig into it and write a "Metropolis pt.2" and we ended up writing about 25 minutes of music - so long that we didn't put it on Falling Into Infinity, but it later we expanded it into the entire Scenes From a Memory album.”
Aufgrund der beständigen Nachfrage aus der Fangemeinde nach einer Fortsetzung des allseits beliebten Klassikers Metropolis – Part I entstand im Rahmen der Falling into Infinity-Sessions dann aber doch eine rund 25-minütige Komposition mit dem Titel Metropolis Pt. 2 (1996), welche zunächst allerdings nur in einer rohen Instrumentalfassung ohne Gesangsmelodie bzw. Text konzipiert und in einer qualitativ minderwertigen Probenversion aufgezeichnet wurde. Das komplex gestaltete Stück mit diversen Zitaten aus Metropolis – Part I diente der Band seinerseits als musikalische Grundlage für das spätere Konzeptalbum Metropolis Pt. 2: Scenes from a Memory, auch wenn sich dessen Endfassung dann doch wesentlich davon unterscheidet. Obwohl Metropolis Pt. 2 in dieser unvollendeten Instrumentalversion seitens der Gruppe zu keinem Zeitpunkt als Demoaufnahme gedacht war, wurde das Stück in der Folge geleakt und in unvollständiger(!) Form mit einer Spieldauer von 21 Minuten und 25 Sekunden im Internet verbreitet. Auf die Frage eines Fans, ob das im Internet zirkulierende Stück mit dem Titel Metropolis Pt. 2 tatsächlich der originale Song sei, den Dream Theater 1996 geschrieben hätten und woraus später Scenes from a Memory entstanden sei, antwortete Portnoy:
“That is indeed *IT*!!! (well, only about half of it...as the first 10 minutes or so are missing....from the 0:30 second mark it cuts ahead about 10 minutes...skipping the entire section which became Overture 1928 as well as a few other bits...) As you can hear, there are still intact the parts that ended up becoming the end of Dance of Eternity as well as almost all of One Last Time... And I'm not mad....although, I didn't want this to ever get released because it is live, under-rehearsed, loose as hell and incomplete (no vocals), if it's out, it's out...there's really nothing I can do about it...so I'm not gonna cry over spilt milk... However, let it be known that *I* still will never release the complete version...as that will then be perceived as it being released with the band's "seal of approval"...which it never will be as it is not good enough to meet our release's standards for all of the above reasons...”
Und weiter erklärt er:
“Metropolis pt.2 is not from a concert or a demo or anything else that was ever played or presented to the public (and therefore in the understandable danger of being bootlegged). One of my biggest problems is the misconception of this recording - it is NOT a "demo" (in which case I probably wouldn't care). This is an extremely rough, incomplete, unrehearsed, instrumental rehearsal tape, that was never intended to be heard outside of the band.”
Entgegen der ursprünglichen Absicht wurde das zunächst illegal verbreitete Fragment von Metropolis Pt. 2 den Fans zuliebe im Jahr 2007 von Dream Theater schließlich doch noch durch das damalige bandeigene Plattenlabel YtseJam Records als Bonustrack des offiziellen Bootlegs Falling Into Infinity Demos 1996–1997 mit dem Vermerk Live and raw rehearsal version herausgebracht.  (siehe Veröffentlichungen)

#### Inspirationsquellen
Wie aus dem Titel des Albums zu erschließen ist, handelt es sich bei Metropolis Pt. 2: Scenes from a Memory um eine direkte Fortsetzung von Metropolis – Part I “The Miracle and the Sleeper”. Die Bedeutung der von John Petrucci verfassten Texte des Vorgängerstücks wurde innerhalb der Fangemeinde seit jeher kontrovers diskutiert bzw. analysiert. Eine beliebte und zugleich umstrittene These besagt, dass Metropolis – Part I ursprünglich auf die Gründung Roms (Metropolis) und die Geschichte von Romulus und Remus, den beiden rivalisierenden Brüdern aus der Römischen Mythologie Bezug nehmen sollte. Dream Theater hielten sich mit genaueren Deutungen jedoch stets zurück. Offenbar soll das Lied auf einer nicht näher bekannten Dokumentation basieren, die Petrucci im TV gesehen hat.

Nach Angaben der Bandmitglieder war das Stück jedoch nie dazu gedacht, in irgendeiner Form weiterentwickelt zu werden. Dennoch wurde die Handlung von Scenes from a Memory konsequent auf der Basis ihres ersten Teils aufgebaut, wie u. a. Jordan Blum bemerkt:
“Metropolis Pt. 1 sets the stage for a love triangle between several characters: the Miracle, the Sleeper, and two unnamed subjects, all of whom are given names in the sequel (Senator Edward Baynes, Julian Baynes, Nicholas, and Victoria Page, respectively). One of the major themes of SFAM, reincarnation, is also introduced here, as the narrator (Nicholas) suggests images of a past life, as well as of betrayal and murder, in his dreams.”
Wie die Idee eines Konzeptalbums ursprünglich entstand und wieso dieses ausgerechnet auf der Handlung von Metropolis basieren sollte, erklärt Mike Portnoy nachträglich wie folgt:
“During the second Liquid Tension album, we were in the studio and John and I had a lengthy discussion about where we wanted to take the record. We had the embryo for Metropolis pt.2 written in '96, and all the fans wanted to hear that. We knew that we wanted to expand Metropolis pt.2 into a full album and we'd always wanted to do a concept album, so we figured why not combine both ideas and do both?”
Nach Angaben von Portnoy dienten darüber hinaus u. a. die Filme The Shining (1980), Angel Heart (1987) und Dead Again (1991) sowie die Konzeptalben The Beatles – Sgt. Pepper's Lonely Hearts Club Band (1967), The Who – Tommy (1969) und Quadrophenia (1973), Genesis – The Lamb Lies Down on Broadway (1974), Frank Zappa – Joe’s Garage (1979), Pink Floyd – The Wall (1979) und The Final Cut (1983) sowie Roger Waters – Amused to Death (1992), Marillion – Misplaced Childhood (1985) und Brave (1994), King Diamond – Abigail (1987) und Them (1988), Queensrÿche – Operation Mindcrime (1988) und Radiohead – OK Computer (1997) als Inspirationsquellen (inspiration corner) für Metropolis Pt. 2: Scenes from a Memory.

#### Textliche und musikalische Bezüge zwischenPart IundPt. 2
Der Albumtitel Scenes from a Memory entstammt der vielsagenden Textzeile “Somewhere like a scene from a memory / There's a picture worth a thousand words” aus Metropolis – Part I und ebenfalls im Verlauf des Albums werden diese Worte im Lied Nr. 8 Home von Julian Baynes (aka The Sleeper) in einem anderen Kontext als “The city – it calls to me / Decadent scenes from a memory” rekapituliert und schließlich von Nicholas nochmals als “Her story – it holds the key / Unlocking dreams from my memory” in variierter Weise aufgenommen.
Metropolis – Part I fokussiert seinerseits auf drei Tänze death – deceit – love (Tod – Betrug – Liebe) und dessen allerletzte Zeile lautet: “Love is the Dance of Eternity”, was direkt als Titel für das innerhalb des Albums Metropolis Pt. 2 zentrale Instrumentalstück The Dance of Eternity (Nr. 9) verwendet wurde. Weiter wird dieser Zusammenhang auch noch dadurch verstärkt, dass die beiden Stücke sehr ähnlich beginnen, inhaltlich miteinander verwandt sind und gewisse Passagen, wie z. B. das virtuose Bass-Solo bei 3:06, quasi direkt übernommen wurden.

Ebenfalls textlich knüpft Metropolis Pt. 2 mehrfach an seinen Vorgänger an, indem zahlreiche Textpassagen entweder wörtlich zitiert oder kontextbedingt verändert bzw. adaptiert werden. So kehren u. a. die Zeilen “I was told there's a new love that's born / For each one that has died” aus Metropolis – Part I im ersten Lied des zweiten Aktes (Home) als “I remember I was told there's a new love that's born / For each one that has died…” wieder, und “The city's cold blood teaches us to survive” wird zu “The city’s cold blood calls me home…” oder “Metropolis watches and thoughtfully smiles / She's taken you to your home” zu “Victoria watches and thoughtfully smiles / She's taking me to my home”. Die Tatsache, dass eben diese vielsagende Phrase in Scenes from a Memory von “Metropolis” auf “Victoria” abgeändert wurde, bestätigt nach Meinung von Jordan Blum geradezu, wie das Pseudonym ursprünglich gemeint war. Weiter ergänzt er:
“In this way, “Metropolis Pt. 1” was an extremely intricate, captivating, and abstract mystery that fans revered yet never quite grasped, and they couldn’t help but anticipate the answers that would surely come (as the track indisputably set up so much to be resolved). Luckily, the ways in which SFAM offered explanation of, development of, and closure to its prelude was ingenious.”

Über die Entstehung der Liedtexte zu Metropolis Pt. 2: Scenes from a Memory erzählt Mike Portnoy:
“Once we had the music done, we sat down with each song and mapped out the melodies and developed a story line. We broke it down to chapters, everyone was assigned their chapters. Then we took a break to write and later reconvened to apply the lyrics and have James do the vocals. There was a lot of talking involved to make sure we didn't overlap lyrically. In the past we'd just go off and write whatever we wanted, but this time we had to be very unified and focused. In the beginning we questioned how we could write a concept album with more than one lyricist, because in the past it was always Roger Waters, Pete Townshend, whoever. There had to be a lot of discussion to keep us all on the same page.”
Aber auch über eine mögliche spätere Verknüpfung von Metropolis – Part I “The Miracle and the Sleeper” und Metropolis Pt. 2: Scenes from a Memory in der Live-Situation hat man sich innerhalb der Gruppe bereits konkrete Gedanken gemacht:
“When we wrote Overture 1928, we consciously began it's first chord the same as the last chord of Metropolis, which is a "D" - we intentionally did that so that we could connect them if we wanted in the future. But then the problem was we ended up deciding to open the album with Regression and the sound effects and everything like that. It became impossible to do Metropolis pt.1 and Scenes From a Memory in it's entirety back to back because Regression kind of interrupted that. So I made the conscious decision that whenever we were going to do Scenes from start to finish to open with the hypnotherapist and the clock and Regression, and unfortunately not be able to do Metropolis pt.1 because it would have kind of been anti-climatic to play Metropolis, then bring the entire thing down to do Regression, then go back up. So it was kind of a stumbling block to being able to connect the two.”

### Line-up / Komposition und Aufnahme
Nachdem der Keyboarder Jordan Rudess bereits 1994 kurzfristig für den unerwartet ausgestiegenen Kevin Moore als Aushilfe bei der Vorpremiere zur Awake-Tour am 9. September 1994 eingesprungen war, er der Band u. a. aus Zeitgründen aber (noch) nicht fix beitreten wollte, kam es 1997 im Rahmen des vielbeachteten Prog-Projekts Liquid Tension Experiment zu einer neuerlichen Zusammenarbeit mit Mike Portnoy und John Petrucci von Dream Theater. Aufgrund anhaltender künstlerischer Differenzen mit dem damaligen Keyboarder Derek Sherinian bot man Rudess bei dieser Gelegenheit abermals die Position als “full-time keyboardist (for the band's upcoming album)” an, was dieser nun just annahm und Sherinian daraufhin im Rahmen einer bandinternen Telefonkonferenz entlassen wurde. In der neuen Besetzung LaBrie/Myung/Petrucci/Portnoy/Rudess kehrten Dream Theater im Februar 1999 schließlich in die ländlich gelegenen BearTracks Studios von Jay Beckenstein nach Suffern (NY) zurück, wo in der Vergangenheit bereits das zweite Studioalbum Images and Words (1991) sowie die EP A Change of Seasons (1995) und im Jahr 2001 auch das nachfolgende Album Six Degrees Of Inner Turbulence aufgenommen wurden.

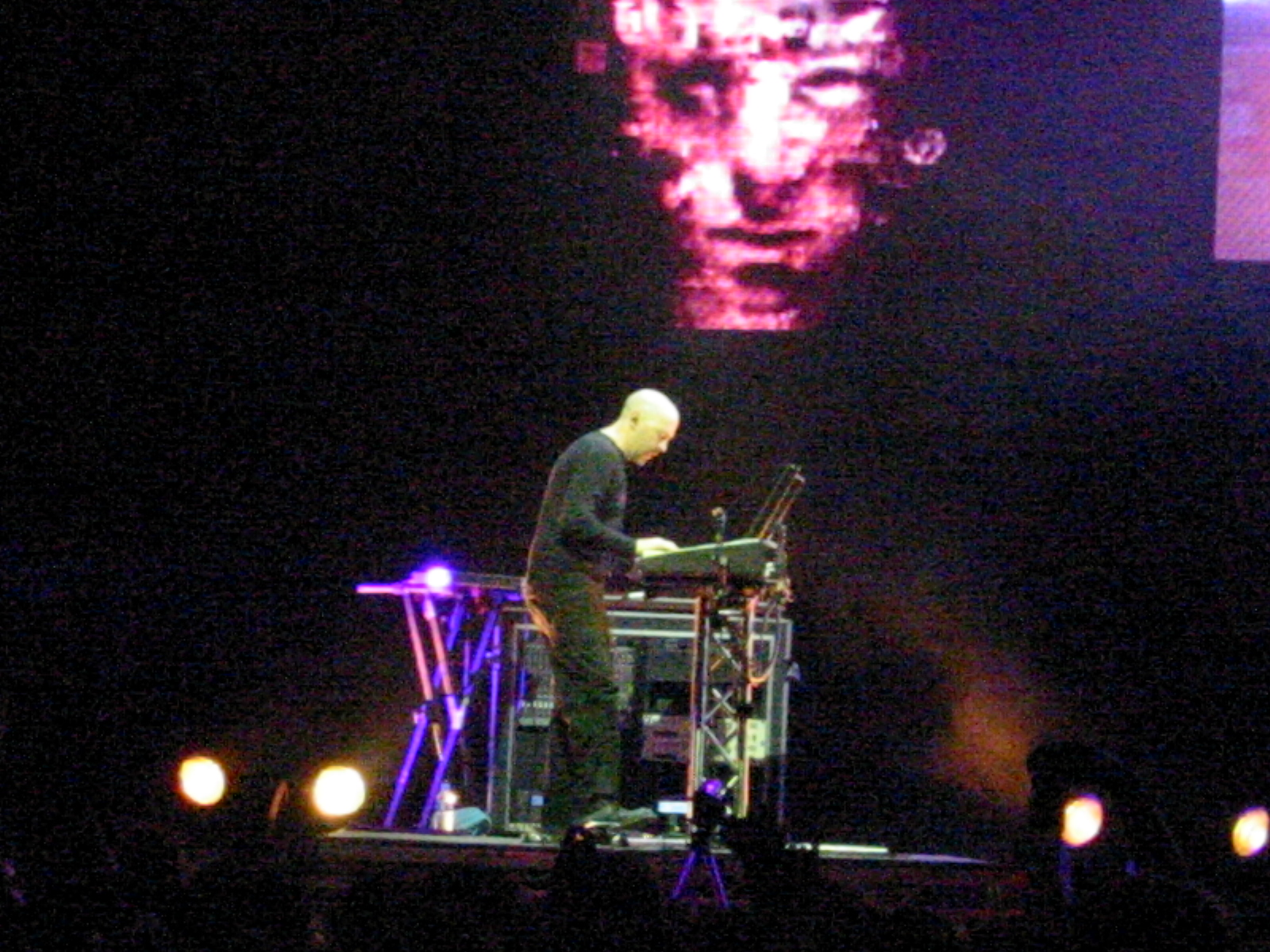
Jordan Rudess in Concert (2004), im Hintergrund das von Dave McKean gestaltete Covermotiv zu Metropolis Pt. 2: Scenes from a Memory

Über die Wahl des Studios und den Arbeitsprozess erzählt Portnoy:
“We have a lot of good memories from this place. And I remember being in that drum room laying down the drum tracks for Pull Me Under, you know, back in ’91. We really had no idea what the future held for us and it turns out to that being a landmark session for us and really changed a lot for us. And it all began here. And this time around for the Metropolis 2 Scenes from a Memory album we had the really very cool experience of just being shacked up here. And it’s the first time we actually shacked up in the studio and wrote an album in the studio. In the past we would be in our home rehearsal spot and spend months and months and months writing the material, demoing it and then go into the studio to record the album. But this time around, we decided to just move into BearTracks and we spent […] a good part of 1999 here writing and recording the album simultaneously. And that whole writing and recording approach was inspired by the experiences that myself and John Petrucci and Jordan [Rudess] had doing the Liquid Tension albums. It was very interesting and similar […] when creating my drum parts. I didn’t have too much time to reflect on them. So, […] I had to create my drum parts while we were creating the music. […] So there was a lot of taking notes and a lot reading off from charts trying to remember the arrangements.”
Der Kompositions- und Aufnahmeprozess von Metropolis Pt. 2: Scenes from a Memory dauerte insgesamt rund sechs Monate: Von Februar bis Juni 1999 wurden in den BearTracks Studios zunächst die Instrumente aufgenommen, im Juni und Juli 1999 dann in den Metal Works Studios in Toronto (Kanada), der Heimat von Sänger James LaBrie, die Gesangsparts. Zusätzliche Overdubs sowie sonstige Nachbereitungen (u. a. Mixing und Mastering) entstanden teilweise in externen Studios. (siehe Produktion)

### Veröffentlichungen
| Jahr | Titel                                            | Label                       | Format(e)            | Kommentar |
| ---- | ------------------------------------------------ | --------------------------- | -------------------- | --- |
| 1999 | Metropolis Pt. 2: Scenes from a Memory           | Elektra                     | CD                   | (siehe Hintergründe) |
| 2001 | Live Scenes from New York                        | Elektra                     | 3xCD                 | Nach der Veröffentlichung von Metropolis Pt. 2: Scenes from a Memory am 25. Oktober 1999 starteten Dream Theater eine ausgedehnte Welttournee und spielten dabei jeweils das komplette Album im ersten Konzertteil live. Die letzte Show des USA-Blocks der Tour fand am 30. August 2000 im Roseland Ballroom in New York City statt und wurde unter Mitwirkung des Schauspielers Kent Broadhurst (als The Hypnotherapist) erstmals auch theatralisch inszeniert, durch zusätzliche Videoprojektionen bereichert und dabei aufgezeichnet. Im darauffolgenden Jahr erschien ein Live-Album (inklusive Bonusmaterial). Das vollständige Konzert findet sich allerdings nur auf der CD, die DVD wurde stark gekürzt und enthält lediglich den ersten Konzertteil sowie den einzigen Live-Release der Band von A Mind Beside Itself sowie Learning To Live und A Change Of Seasons (Zugabe), das Video sogar ausschließlich Scenes from a Memory. |
| 2001 | Metropolis 2000 – Scenes from New York           | Warner Music Vision         | DVD VHS              | Nach der Veröffentlichung von Metropolis Pt. 2: Scenes from a Memory am 25. Oktober 1999 starteten Dream Theater eine ausgedehnte Welttournee und spielten dabei jeweils das komplette Album im ersten Konzertteil live. Die letzte Show des USA-Blocks der Tour fand am 30. August 2000 im Roseland Ballroom in New York City statt und wurde unter Mitwirkung des Schauspielers Kent Broadhurst (als The Hypnotherapist) erstmals auch theatralisch inszeniert, durch zusätzliche Videoprojektionen bereichert und dabei aufgezeichnet. Im darauffolgenden Jahr erschien ein Live-Album (inklusive Bonusmaterial). Das vollständige Konzert findet sich allerdings nur auf der CD, die DVD wurde stark gekürzt und enthält lediglich den ersten Konzertteil sowie den einzigen Live-Release der Band von A Mind Beside Itself sowie Learning To Live und A Change Of Seasons (Zugabe), das Video sogar ausschließlich Scenes from a Memory. |
| 2003 | The Making of Scenes from a Memory               | YtseJam Records             | 2xCD                 | Veröffentlichung eines offiziellen Bootlegs mit Probenaufnahmen sowie alternativen Versionen einzelner Stücke |
| 2007 | Falling Into Infinity Demos 1996–1997            | YtseJam Records             | 2xCD                 | Veröffentlichung der bis dahin unautorisierten Instrumentalfassung von Metropolis Pt. 2 als Bonustrack eines offiziellen Bootlegs (siehe Hintergründe) Wiederveröffentlichung über InsideOut im Mai 2022 |
| 2008 | Greatest Hit (...And 21 Other Pretty Cool Songs) | Rhino Entertainment Company | 2xCD                 | Im Rahmen des Best-of-Albums der Band erschienen die ursprünglichen Singleauskopplungen Home (Single Edit) und Through Her Eyes (als alternativer Album-Mix) sowie The Spirit Carries On (Album Edit). |
| 2011 | Metropolis Pt. 2: Scenes from a Memory           | Enjoy The Ride Records      | 2xLP                 | Pünktlich zum Record Store Day wurde das Konzeptalbum Metropolis Pt. 2: Scenes from a Memory nun auch als LP herausgebracht. |
| 2020 | Distant Memories – Live in London                | InsideOut Music             | 3xCD 4xLP 2xDVD 2xBD | Anlässlich des 20-jährigen Jubiläums von Metropolis Pt. 2: Scenes from a Memory spielten Dream Theater das komplette Album inklusive einer neu konzipierten Videoprojektion jeweils im zweiten Konzertteil ihrer Distance over Time Tour (2019–2020) nochmals live. Bei dieser Gelegenheit wurden am 21. und 22. Februar 2020 zwei Konzerte im Eventim Apollo in London aufgezeichnet und in der Folge als Live-Album (inklusive Bonusmaterial) veröffentlicht. Besonderheit: Nachdem auf Live Scenes from New York zum Lied Through Her Eyes Bilder eines Friedhofs mit Victorias Grabstein und der Inschrift Victoria Page / “In loving memory of our child / So innocent, eyes open wide” (einem Zitat aus dem eigentlichen Lied) eingeblendet wurden, erscheinen diesmal verschiedene Gedenksteine mit wohlbekannten Namen wie [Chris] Squire, [Randy] Rhoads, [Freddie] Mercury, [Stevie Ray] Vaughan, [“Dimebag” Darrell] Abbott, [Cliff] Burton, [Keith] Emerson, [David] Bowie, [Chris] Cornell, [Neil] Peart, [Frank] Zappa sowie R.I.P. – eine Hommage an verstorbene Musiklegenden, welche Dream Theater inspiriert haben. |

#### Official Bootleg:The Making of Scenes from a Memory
Über das damalige bandeigene Label Ytsejam Records wurde im Jahr 2003 im Rahmen der „Studio Series“ eine Doppel-CD mit dem Titel The Making of Scenes from a Memory herausgebracht, welche die Entstehung des Albums Metropolis Pt. 2: Scenes from a Memory dokumentiert.
| Nr.                 | Titel                 | Länge  | Bemerkungen                                    |
| Disc 1              | Disc 1                | Disc 1 | Disc 1                                         |
| ------------------- | --------------------- | ------ | ---------------------------------------------- |
| The Sessions        |                       |        |                                                |
| 1.                  | Regression            | 2:03   | Acoustic Guitar Outtake & Alternate Vocal Take |
| 2.                  | Overture 1928         | 3:44   | Live Alternate Take                            |
| 3.                  | Strange Déjà Vu       | 5:01   | Writing, Basic Tracks & Vocals                 |
| 4.                  | Fatal Tragedy         | 4:01   | Writing, Basic Tracks & Vocals                 |
| 5.                  | Beyond This Life      | 7:03   | Writing, Basic Tracks & Vocals                 |
| 6.                  | Through Her Eyes      | 4:50   | Alternate Vocal Take & Alternate Sax Take      |
| 7.                  | Home                  | 6:32   | Writing Sessions                               |
| 8.                  |                       | 7:09   | Very 1st Live Run Through Of 1st Half          |
| 9.                  | The Dance Of Eternity | 2:58   | Live Rehearsal Of Section A                    |
| 10.                 |                       | 5:53   | Writing Sessions                               |
| 11.                 | The Spirit Carries On | 5:12   | Live Rehearsal Of Original Arrangement         |
| 12.                 |                       | 6:43   | Choir Session Outtakes                         |
| 13.                 |                       | 2:35   | JP Vocal Demo                                  |
| 14.                 | Finally Free          | 5:33   | Alternate Vocals & Outro Vamp Outtakes         |
| 15.                 |                       | 7:43   | Original Sequencer Demo                        |
| Disc 2              |                       |        |                                                |
| The Alternate Mixes |                       |        |                                                |
| 1.                  | Opening Scene         | 1:23   |                                                |
| 2.                  | Regression            | 1:40   |                                                |
| 3.                  | Overture 1928         | 3:38   |                                                |
| 4.                  | Strange Déjà Vu       | 5:19   |                                                |
| 5.                  | Through My Words      | 1:56   |                                                |
| 6.                  | Fatal Tragedy         | 6:16   |                                                |
| 7.                  | Beyond This Life      | 11:30  |                                                |
| 8.                  | Through Her Eyes      | 6:04   |                                                |
| 9.                  | Home                  | 13:03  |                                                |
| 10.                 | The Dance Of Eternity | 6:15   |                                                |
| 11.                 | One Last Time         | 3:51   |                                                |
| 12.                 | The Spirit Carries On | 6:48   |                                                |
| 13.                 | Finally Free          | 11:51  |                                                |

## Albumcover
Das Albumcover von Metropolis Pt. 2: Scenes from a Memory wurde von Dave McKean kreiert und greift das Konzept des brennenden Herzens auf, welches bereits auf den Covern zu Images and Words und Live at the Marquee (1993) verwendet worden war. Beim Live-Album Live Scenes from New York wurde das Herz zunächst durch einen Apfel (Big Apple als umgangssprachlicher Begriff für New York City) mit der Silhouette der New Yorker Skyline ersetzt, allerdings musste die CD wegen der Gleichzeitigkeit mit den Terroranschlägen vom 11. September 2001 umgehend aus den Ladenregalen genommen und anschließend mit verändertem Cover wieder veröffentlicht werden. Das für die Neuveröffentlichung entwickelte Cover enthält dieselben Bildschnipsel, die auch vorher verwendet worden waren, jedoch wurde der brennende Apfel diesmal durch das goldene Majesty-Symbol ersetzt.

James LaBrie erinnert sich:
„Wir waren total geschockt. Niemand konnte voraussagen, niemand konnte auch nur erahnen, dass so etwas wirklich einmal geschehen könnte. Wir haben sofort das Album aus dem Verkehr gezogen. Schon aus Respekt vor den Opfern, mussten wir das tun. Es kam dann mit einem anderen Cover raus.“

## Konzept
Das Konzept von Metropolis Pt. 2: Scenes from a Memory wurde von Mike Portnoy und John Petrucci entwickelt. Die beiden schrieben auch die meisten Liedtexte, abgesehen von One Last Time und Fatal Tragedy, welche von James LaBrie bzw. John Myung verfasst wurden. Alle Musik hat die Band kollektiv, jedoch – wie bis dahin üblich – ohne LaBrie komponiert. Aufgrund der Tatsache, dass schon im Jahr 1996 während der Falling into Infinity-Sessions am Nachfolger von Metropolis – Part I gearbeitet wurde, muss davon ausgegangen werden, dass Rudess-Vorgänger Derek Sherinian ebenfalls einen substantiellen Beitrag zu den einzelnen Kompositionen geleistet haben dürfte, auch wenn dieser letztlich nie namentlich erwähnt wurde.

### Gesamtform (Tracklist)
| Szene  | Szene | Nr. | Titel                                | Credits                                      | Länge |
| ------ | ----- | --- | ------------------------------------ | -------------------------------------------- | ----- |
| 1. Akt |       |     |                                      |                                              |       |
| 1      | 1     | 1.  | Regression                           | John Petrucci (Musik/Text)                   | 2:06  |
| 2      | I.    | 2.  | Overture 1928 (Instrumental)         | Dream Theater                                | 8:49  |
| 2      | II.   | 3.  | Strange Déjà Vu                      | Dream Theater (Musik) / Mike Portnoy (Text)  | 8:49  |
| 3      | I.    | 4.  | Through My Words                     | John Petrucci (Musik/Text)                   | 7:51  |
| 3      | II.   | 5.  | Fatal Tragedy                        | Dream Theater (Musik) / John Myung (Text)    | 7:51  |
| 4      | 4     | 6.  | Beyond This Life                     | Dream Theater (Musik) / John Petrucci (Text) | 11:22 |
| 5      | 5     | 7.  | Through Her Eyes                     | Dream Theater (Musik) / John Petrucci (Text) | 5:29  |
| 2. Akt |       |     |                                      |                                              |       |
| 6      | 6     | 8.  | Home                                 | Dream Theater (Musik) / Mike Portnoy (Text)  | 12:53 |
| 7      | I.    | 9.  | The Dance of Eternity (Instrumental) | Dream Theater                                | 10:00 |
| 7      | II.   | 10. | One Last Time                        | Dream Theater (Musik) / James LaBrie (Text)  | 10:00 |
| 8      | 8     | 11. | The Spirit Carries On                | Dream Theater (Musik) / John Petrucci (Text) | 6:38  |
| 9      | 9     | 12. | Finally Free                         | Dream Theater (Musik) / Mike Portnoy (Text)  | 12:00 |

### Rollen (Cast of Characters)
- Nicholas
- Victoria Page
- Senator Edward Baynes (The Miracle)
- Julian Baynes (The Sleeper)
- The Hypnotherapist

### Handlung
Metropolis Pt. 2: Scenes from a Memory erzählt die fiktive Geschichte von Nicholas und seiner Erforschung des früheren Lebens (past life). Mike Portnoy schildert die Handlung folgendermaßen:
“It's a story about a person in the modern day, 1999, who keeps having flashbacks or dreams of this other world, this other life, and he goes to a hypnotherapist and gets regressed. He finds out that he is in fact the reincarnated soul of this girl that lived in the 1920s. And as the album goes on, he investigates this girl's life and finds out that she was murdered at a young age, and she was caught up in this love triangle with two brothers. And that's where Metropolis pt.1 gets tied in with The Miracle and The Sleeper. Basically, it's a kind of murder mystery thing, where he's investigating the murders, and throughout the entire album, you're led down one path toward solving the mystery, but at the end it sort of twists into some different places, and you can find some clues at the end of the album that lead you to believe something else. It's very involved, and it's constantly shifting back and forth in time. It's like Pulp Fiction, where you're jumping back and forth between the past and the present, and it's totally non-linearly, so you never know exactly where you are. It's absolutely mandatory that you have the lyric sheet in front of you to understand who is speaking, and what time frame they're speaking from.”
Da die Geschichte ständig zwischen der Gegenwart und der Vergangenheit hin und her pendelt, wurden sämtliche Liedtexte im CD-Booklet ihrer tatsächlichen Chronologie entsprechend als “Past” (in kursiver Schrift) bzw. “Present” abgedruckt (Chronological Key). Laut Portnoy sei es aufgrund der Komplexität des Plots sogar unerlässlich, den Songs anhand der Liedtexte zu folgen, um genau zu wissen, welche der handelnden Personen gerade spreche und in welcher Zeit sich die jeweilige Szene abspiele.
Nachfolgend eine ausführliche Zusammenfassung der Handlung:

#### Akt 1
Metropolis Pt. 2: Scenes from a Memory eröffnet in der Gegenwart, im Jahr 1999. Nicholas, ein von Flashbacks und wiederkehrenden Träumen geplagter Mann, sucht Hilfe bei einem Hypnosetherapeuten (The Hypnotherapist) und unterzieht sich diesbezüglich einer Regressionstherapie. Vom Therapeuten zum gleichmäßigen Ticken einer Pendeluhr (mit den untenstehenden Worten) in hypnotische Trance versetzt, erscheint ihm zunächst eine junge Frau namens Victoria (Page). [Regression]
Nach der Overture 1928 wechselt die Handlung in die Vergangenheit, ins Jahr 1928, und Nicholas wird sich bewusst, dass Victoria damals unter mysteriösen Umständen ermordet wurde und dass er selbst deren Wiedergeburt ist. [Strange Déjà Vu] Darüber hinaus beginnt er zu glauben, Victoria verfolge ihn in seinen Träumen, um dadurch die Wahrheit über ihren (bzw. seinen eigenen) Mord zu enthüllen. [Through My Words] Allmählich gelingt es Nicholas aber herauszufinden, dass Victoria mit Julian (Baynes), auf den in den Texten teilweise unter dem Pseudonym “The Sleeper” Bezug genommen wird, liiert war, sich aufgrund seiner Spiel- und Alkoholsucht jedoch von ihm getrennt hat, um stattdessen bei seinem Bruder, (Senator) Edward (Baynes), alias “The Miracle”, Trost zu suchen. [Fatal Tragedy]
Nicholas vermutet zunächst, dass Julian seine Geliebte Victoria aus Eifersucht getötet und anschließend Selbstmord begangen habe – eine Geschichte, die durch einen dubiosen Zeitungsartikel über den Vorfall mitsamt Zeugenaussage gestützt wird: Demnach soll Victoria, die offenbar noch immer in Julian verliebt war, ein geheimes Treffen mit ihm vereinbart haben und an jenem Freitagabend von Edward in flagranti überrascht worden sein. Dabei habe Edward seinen Bruder und Victoria (nach den Worten “Open your eyes, Victoria!”) erschossen und es anschließend so aussehen lassen, als ob Julian der Mörder gewesen wäre, der nach der Tat Suizid begangen hätte. Weiter sagte Edward gegenüber den Behörden aus, dass er, nachdem er ein fürchterliches Geräusch gehört hatte, zum Tatort geeilt sei und nur noch hilflos zusehen konnte, was ihm letztlich auch geglaubt wird und er somit ungestraft davon kommt. [Beyond This Life] Als sich Nicholas daraufhin mit einem älteren und mit dem damaligen Fall vertrauten Mann unterhält, beginnt er die offizielle Version der Geschichte anzuzweifeln. Gleichzeitig scheint ihm aber auch bewusst zu werden, dass er in seinem jetzigen Leben wohl ohne die Aufklärung des Mordes von damals nicht weiter vorankommen würde – und so betrauert er gedankenversunken Victorias Tod... [Through Her Eyes]

#### Akt 2
Der zweite Akt der Geschichte beginnt mit der Beschreibung von Julians Kokain- und Spielsucht, aufgrund welcher sich Victoria letztlich von ihm abgewandt hatte. [Home] Edward selbst fühlt sich schuldig, Victoria nach ihrer Trennung von Julian verführt und damit seinen Bruder betrogen zu haben, merkt jedoch, dass seine Liebe zu ihr dennoch größer ist als seine Schuldgefühle. [The Dance of Eternity] Nach einem Besuch von Edwards Haus glaubt Nicholas, das Rätsel gelöst zu haben... Er denkt, dass Julian Victoria um Verzeihung ersucht hätte und als er dabei von ihr abgewiesen wurde, er die beiden, Victoria und Edward, getötet und sich anschließend selbst als Zeuge im Zeitungsartikel dargestellt hätte. [One Last Time] Nicholas setzt sich mit den tragischen Ereignissen auseinander und verabschiedet sich von Victoria... Dabei ist er traurig über das Schicksal der jungen Victoria, zugleich aber auch glücklich darüber, dass ihre Seele in ihm weiterzuleben scheint. [The Spirit Carries On] An diesem Punkt beendet der Hypnosetherapeut die Sitzung mit den Worten “Open your eyes, Nicholas.”.
In der Folge wechselt die Perspektive zu Edward und es wird enthüllt, dass dieser sich von seiner Romanze mit Victoria insgeheim mehr nur als eine simple Affäre erhofft hatte. Und als sich Victoria schließlich wieder mit Julian versöhnt, er das Liebespaar stellt und die beiden kaltblütig ermordet, den Tatort daraufhin inszeniert, um danach selbst die Rolle des Zeugen für die Zeitungskolumne zu übernehmen. In Nicholas’ letztem Flashback erscheint nun Edward, der Victoria befiehlt ihre Augen zu öffnen (“Open your eyes, Victoria!”), bevor er sie tötet. Bei dieser Gelegenheit werden die gleichen Worte wiederholt, die zuvor bereits der Hypnosetherapeut verwendet hatte, um Nicholas aus seiner Trance zu wecken. [Finally Free]